# Golden Globe for bedste film - drama
Golden Globe for bedste film – drama er blevet uddelt årligt siden 1944 af Hollywood Foreign Press Association. 

## 1940'erne
- 1949 – Johnny Belinda; Tre mand søger guld
- 1948 – Gentleman's Agreement
- 1947 – The Best Years of Our Lives
- 1946 – The Lost Weekend
- 1945 – Going My Way
- 1944 – The Song of Bernadette

## 1950'erne
| År   | Film                           | Instruktør        | Producer            |
| ---- | ------------------------------ | ----------------- | ------------------- |
| 1950 | Sunset Boulevard *             | Billy Wilder      | Charles Brackett    |
| 1951 | En plads i solen *             | George Stevens    | George Stevens      |
| 1951 | Tilbage til livet              | Mark Robson       | Robert Buckner      |
| 1951 | Politistation 21               | William Wyler     | William Wyler       |
| 1951 | Quo Vadis? *                   | Mervyn LeRoy      | Sam Zimbalist       |
| 1951 | Omstigning til Paradis *       | Elia Kazan        | Charles K. Feldman  |
| 1952 | Verdens største show †         | Cecil B. DeMille  | Cecil B. DeMille    |
| 1952 | Kom tilbage, lille Sheba       | Daniel Mann       | Hal B. Wallis       |
| 1952 | Den lykkelig tid               | Richard Fleischer | Earl Fenton         |
| 1952 | High Noon *                    | Fred Zinnemann    | Stanley Kramer      |
| 1952 | Tyven                          | Russell Rouse     | Clarence Greene     |
| 1953 | Men jeg så ham dø *            | Henry Koster      | Frank Ross          |
| 1954 | On the Waterfront †            | Elia Kazan        | Sam Spiegel         |
| 1955 | Øst for paradis                | Elia Kazan        | Elia Kazan          |
| 1956 | Jorden rundt i 80 dage †       | Michael Anderson  | Kevin McClory       |
| 1956 | Giganten *                     | George Stevens    | Henry Ginsberg      |
| 1956 | Filmen om Van Gogh             | Vincente Minnelli | John Houseman       |
| 1956 | Regnmageren                    | Joseph Anthony    | Hal B. Wallis       |
| 1956 | Krig og fred                   | King Vidor        | Dino De Laurentiis  |
| 1957 | Broen over floden Kwai †       | David Lean        | Sam Spiegel         |
| 1957 | Narkomanen                     | Fred Zinnemann    | Buddy Adler         |
| 1957 | Sayonara... farlig kærlighed * | Joshua Logan      | William Goetz       |
| 1957 | Tolv vrede mænd *              | Sidney Lumet      | Henry Fonda         |
| 1957 | Anklagerens vidne *            | Billy Wilder      | Arthur Hornblow Jr. |
| 1958 | Lænken *                       | Stanley Kramer    | Stanley Kramer      |
| 1958 | Kat på et varmt bliktag *      | Richard Brooks    | Lawrence Weingarten |
| 1958 | Hjem for natten                | Mervyn LeRoy      | Mervyn LeRoy        |
| 1958 | Jeg vil leve!                  | Robert Wise       | Claude Miller       |
| 1958 | Fra bord til bord *            | Delbert Mann      | Harold Hecht        |
| 1959 | Ben-Hur †                      | William Wyler     | Sam Zimbalist       |
| 1959 | Et mords analyse *             | Otto Preminger    | Otto Preminger      |
| 1959 | Anne Franks dagbog *           | George Stevens    | George Stevens      |
| 1959 | Nonnen *                       | Fred Zinnemann    | Henry Blanke        |
| 1959 | På stranden                    | Stanley Kramer    | Stanley Kramer      |

## 1960'erne
| År   | Film                                 | Instruktør           | Producer           |
| ---- | ------------------------------------ | -------------------- | ------------------ |
| 1960 | Spartacus                            | Stanley Kubrick      | Kirk Douglas       |
| 1960 | Elmer Gantry *                       | Richard Brooks       | Bernard Smith      |
| 1960 | Solen stod stille                    | Stanley Kramer       | Stanley Kramer     |
| 1960 | Sønner og elskere *                  | Jack Cardiff         | Jerry Wald         |
| 1960 | Sunrise at Campobello                | Vincent J. Donehue   | Dore Schary        |
| 1961 | Navarones kanoner *                  | J. Lee Thompson      | Carl Foreman       |
| 1961 | El Cid                               | Anthony Mann         | Samuel Bronston    |
| 1961 | Fanny *                              | Joshua Logan         | Ben Kadish         |
| 1961 | Dommen i Nürnberg *                  | Stanley Kramer       | Stanley Kramer     |
| 1961 | Feber i blodet                       | Elia Kazan           | Elia Kazan         |
| 1962 | Lawrence af Arabien †                | David Lean           | Sam Spiegel        |
| 1962 | Chapman rapporten                    | George Cukor         | Darryl F. Zanuck   |
| 1962 | Hektiske dage                        | Blake Edwards        | Martin Manulis     |
| 1962 | Hemmelige lidenskaber                | John Huston          | Wolfgang Reinhardt |
| 1962 | Vinderen taber altid                 | Martin Ritt          | Jerry Wald         |
| 1962 | Pigen fra dødslejren                 | Philip Dunne         | Mark Robson        |
| 1962 | Den længste dag *                    | Ken Annakin          | Darryl F. Zanuck   |
| 1962 | Helen Kellers triumf                 | Arthur Penn          | Fred Coe           |
| 1962 | Mytteri på Bounty *                  | Lewis Milestone      | Aaron Rosenberg    |
| 1962 | Dræb ikke en sangfugl *              | Robert Mulligan      | Alan J. Pakula     |
| 1963 | Cardinalen                           | Otto Preminger       | Martin C. Schute   |
| 1963 | Amerika, Amerika *                   | Elia Kazan           | Elia Kazan         |
| 1963 | Militærlægen Kaptajn Newman          | David Miller         | Robert Arthur      |
| 1963 | The Caretakers                       | Hall Bartlett        | Hall Bartlett      |
| 1963 | Cleopatra *                          | Joseph L. Mankiewicz | Walter Wanger      |
| 1963 | Den store flugt                      | John Sturges         | John Sturges       |
| 1963 | Den utæmmelige                       | Martin Ritt          | Irving Ravetch     |
| 1963 | Markens liljer *                     | Ralph Nelson         | Ralph Nelson       |
| 1964 | Becket *                             | Peter Glenville      | Hal B. Wallis      |
| 1964 | Huset på klippen                     | Ronald Neame         | Ross Hunter        |
| 1964 | Dear Heart                           | Delbert Mann         | Martin Manulis     |
| 1964 | Fanget i natten                      | John Huston          | John Huston        |
| 1964 | Zorba, grækeren *                    | Michael Cacoyannis   | Michael Cacoyannis |
| 1965 | Doktor Zhivago *                     | David Lean           | Arvid Griffen      |
| 1965 | Offer for en samler                  | William Wyler        | Jud Kinberg        |
| 1965 | Vinger til fugl Føniks               | Robert Aldrich       | Robert Aldrich     |
| 1965 | Et strejf af solskin                 | Guy Green            | Guy Green          |
| 1965 | Narreskibet *                        | Stanley Kramer       | Stanley Kramer     |
| 1966 | Mand til alle tider †                | Fred Zinnemann       | Fred Zinnemann     |
| 1966 | Born Free                            | James H. Hill        | Sam Jaffe          |
| 1966 | The Professionals                    | Richard Brooks       | Richard Brooks     |
| 1966 | Kanonbåden fra San Pablo *           | Robert Wise          | Robert Wise        |
| 1966 | Hvem er bange for Virginia Woolf? *  | Mike Nichols         | Ernest Lehman      |
| 1967 | I nattens hede †                     | Norman Jewison       | Walter Mirisch     |
| 1967 | Bonnie og Clyde *                    | Arthur Penn          | Warren Beatty      |
| 1967 | Fjernt fra verdens vrimmel           | John Schlesinger     | Joseph Janni       |
| 1967 | Gæt hvem der kommer til middag *     | Stanley Kramer       | George Glass       |
| 1967 | Med koldt blod                       | Richard Brooks       | Richard Brooks     |
| 1968 | The Lion in Winter *                 | Anthony Harvey       | Martin Poll        |
| 1968 | Charly                               | Ralph Nelson         | Ralph Nelson       |
| 1968 | Jøden fra Kiev                       | John Frankenheimer   | Edward Lewis       |
| 1968 | Hjertet er en ensom vandrer          | Robert Ellis Miller  | Joel Freeman       |
| 1968 | Fiskerens sko                        | Michael Anderson     | George Englund     |
| 1969 | Anne, dronning i tusind dage *       | Charles Jarrott      | Hal B. Wallis      |
| 1969 | Butch Cassidy and the Sundance Kid * | George Roy Hill      | John Foreman       |
| 1969 | Midnight Cowboy †                    | John Schlesinger     | Jerome Hellman     |
| 1969 | Miss Brodies bedste år               | Ronald Neame         | James Cresson      |
| 1969 | Jamen, man skyder da heste?          | Sydney Pollack       | Robert Chartoff    |

## 1970'erne
| År   | Film                                 | Instruktør            | Producer                          |
| ---- | ------------------------------------ | --------------------- | --------------------------------- |
| 1970 | Love Story *                         | Arthur Hiller         | Howard G. Minsky                  |
| 1970 | Airport - vinger af ild *            | George Seaton         | Ross Hunter                       |
| 1970 | Five Easy Pieces *                   | Bob Rafelson          | Robert Daley                      |
| 1970 | I Never Sang for My Father           | Gilbert Cates         | Gilbert Cates                     |
| 1970 | Patton - pansergeneralen †           | Franklin J. Schaffner | Frank Caffey                      |
| 1971 | The French Connection †              | William Friedkin      | Philip D'Antoni                   |
| 1971 | A Clockwork Orange *                 | Stanley Kubrick       | Si Litvinoff                      |
| 1971 | The Last Picture Show *              | Peter Bogdanovich     | Stephen J. Friedman               |
| 1971 | Marie Stuart - dronning af Skotland  | Charles Jarrott       | Hal B. Wallis                     |
| 1971 | Sommeren 42 - jeg glemmer dig aldrig | Robert Mulligan       | Richard A. Roth                   |
| 1972 | The Godfather †                      | Francis Ford Coppola  | Albert S. Ruddy                   |
| 1972 | Udflugt med døden *                  | John Boorman          | John Boorman                      |
| 1972 | Frenzy                               | Alfred Hitchcock      | William Hill                      |
| 1972 | SOS Poseidon kalder                  | Ronald Neame          | Irwin Allen                       |
| 1972 | Dobbeltspil                          | Joseph L. Mankiewicz  | Morton Gottlieb                   |
| 1973 | The Exorcist *                       | William Friedkin      | William Peter Blatty              |
| 1973 | Cinderella Liberty                   | Mark Rydell           | Mark Rydell                       |
| 1973 | The Day of the Jackal                | Fred Zinnemann        | John Woolf                        |
| 1973 | Last Tango in Paris                  | Bernardo Bertolucci   | Alberto Grimaldi                  |
| 1973 | Save the Tiger                       | John G. Avildsen      | Edward S. Feldman                 |
| 1973 | Serpico                              | Sidney Lumet          | Dino De Laurentiis                |
| 1974 | Chinatown *                          | Roman Polanski        | Robert Evans                      |
| 1974 | The Conversation *                   | Francis Ford Coppola  | Francis Ford Coppola              |
| 1974 | Earthquake                           | Mark Robson           | Mark Robson                       |
| 1974 | The Godfather: Part II †             | Francis Ford Coppola  | Francis Ford Coppola              |
| 1974 | A Woman Under the Influence          | John Cassavetes       | Sam Shaw                          |
| 1975 | One Flew Over the Cuckoo's Nest †    | Miloš Forman          | Michael Douglas                   |
| 1975 | Barry Lyndon *                       | Stanley Kubrick       | Stanley Kubrick                   |
| 1975 | Dog Day Afternoon *                  | Sidney Lumet          | Martin Bregman                    |
| 1975 | Jaws *                               | Steven Spielberg      | David Brown                       |
| 1975 | Nashville *                          | Robert Altman         | Robert Altman                     |
| 1976 | Rocky †                              | John G. Avildsen      | Robert Chartoff and Irwin Winkler |
| 1976 | All the President's Men *            | Alan J. Pakula        | Walter Coblenz                    |
| 1976 | Bound for Glory *                    | Hal Ashby             | Robert Blumofe                    |
| 1976 | Network *                            | Sidney Lumet          | Howard Gottfried                  |
| 1976 | Voyage of the Damned                 | Stuart Rosenberg      | Robert Fryer                      |
| 1977 | The Turning Point *                  | Herbert Ross          | Arthur Laurents                   |
| 1977 | Close Encounters of the Third Kind   | Steven Spielberg      | Julia Phillips                    |
| 1977 | I Never Promised You a Rose Garden   | Anthony Page          | Daniel H. Blatt                   |
| 1977 | Julia *                              | Fred Zinnemann        | Richard A. Roth                   |
| 1977 | Star Wars *                          | George Lucas          | Gary Kurtz                        |
| 1978 | Midnight Express *                   | Alan Parker           | Alan Marshall                     |
| 1978 | Coming Home *                        | Hal Ashby             | Robert C. Jones                   |
| 1978 | Days of Heaven                       | Terrence Malick       | Bert Schneider                    |
| 1978 | The Deer Hunter †                    | Michael Cimino        | Barry Spikings                    |
| 1978 | An Unmarried Woman *                 | Paul Mazursky         | Paul Mazursky                     |
| 1979 | Kramer vs. Kramer †                  | Robert Benton         | Stanley R. Jaffe                  |
| 1979 | Apocalypse Now *                     | Francis Ford Coppola  | Francis Ford Coppola              |
| 1979 | The China Syndrome                   | James Bridges         | Michael Douglas                   |
| 1979 | Manhattan                            | Woody Allen           | Charles H. Joffe                  |
| 1979 | Norma Rae *                          | Martin Ritt           | Alexandra Rose                    |

## 1980'erne
| Årr  | Film                           | Instruktør           | Producer             |
| ---- | ------------------------------ | -------------------- | -------------------- |
| 1980 | En ganske almindelig familie † | Robert Redford       | Ronald L. Schwary    |
| 1980 | Elefantmanden *                | David Lynch          | Jonathan Sanger      |
| 1980 | The Ninth Configuration        | William Peter Blatty | William Peter Blatty |
| 1980 | Raging Bull *                  | Martin Scorsese      | Robert Chartoff      |
| 1980 | The Stunt Man                  | Richard Rush         | Richard Rush         |
| 1981 | Deres Sensommer *              | Mark Rydell          | Bruce Gilbert        |
| 1981 | Den franske løjtnants kvinde   | Karel Reisz          | Leon Clore           |
| 1981 | Storbyens prins                | Sidney Lumet         | Sidney Lumet         |
| 1981 | Ragtime                        | Miloš Forman         | Dino De Laurentiis   |
| 1981 | Reds *                         | Warren Beatty        | Warren Beatty        |
| 1982 | E.T. *                         | Steven Spielberg     | Steven Spielberg     |
| 1982 | Missing *                      | Costa-Gavras         | Edward Lewis         |
| 1982 | Officer og gentleman           | Taylor Hackford      | Martin Elfand        |
| 1982 | Sophies valg                   | Alan J. Pakula       | Alan J. Pakula       |
| 1982 | Dommen *                       | Sidney Lumet         | David Brown          |
| 1983 | Tid til kærtegn †              | James L. Brooks      | James L. Brooks      |
| 1983 | Dus med damerne                | Robert Ellis Miller  | Julius J. Epstein    |
| 1983 | Mænd af den rette støbning *   | Philip Kaufman       | Irwin Winkler        |
| 1983 | Silkwood                       | Mike Nichols         | Alice Arlen          |
| 1983 | Den sidste drøm *              | Bruce Beresford      | Philip Hobel         |
| 1984 | Amadeus †                      | Miloš Forman         | Saul Zaentz          |
| 1984 | Cotton Club                    | Francis Ford Coppola | Robert Evans         |
| 1984 | The Killing Fields *           | Roland Joffé         | David Puttnam        |
| 1984 | En plads i mit hjerte *        | Robert Benton        | Robert Benton        |
| 1984 | Soldier's Story *              | Norman Jewison       | Norman Jewison       |
| 1985 | Mit Afrika †                   | Sydney Pollack       | Sydney Pollack       |
| 1985 | Farven lilla *                 | Steven Spielberg     | Steven Spielberg     |
| 1985 | Kiss of the Spider Woman *     | Hector Babenco       | David Weisman        |
| 1985 | Runaway Train                  | Andrei Konchalovsky  | Richard Garcia       |
| 1985 | Vidnet *                       | Peter Weir           | Edward S. Feldman    |
| 1986 | Kamp-patruljen †               | Oliver Stone         | Arnold Kopelson      |
| 1986 | Children of a Lesser God *     | Randa Haines         | Chris Bender         |
| 1986 | The Mission *                  | Roland Joffé         | Fernando Ghia        |
| 1986 | Mona Lisa                      | Neil Jordan          | Stephen Woolley      |
| 1986 | A Room with a View *           | James Ivory          | Ismail Merchant      |
| 1986 | Stand by Me                    | Rob Reiner           | Bruce A. Evans       |
| 1987 | The Last Emperor †             | Bernardo Bertolucci  | Jeremy Thomas        |
| 1987 | Cry Freedom                    | Richard Attenborough | Richard Attenborough |
| 1987 | Solens rige                    | Steven Spielberg     | Kathleen Kennedy     |
| 1987 | Fatal Attraction *             | Adrian Lyne          | Stanley R. Jaffe     |
| 1987 | La Bamba                       | Luis Valdez          | Stuart Benjamin      |
| 1987 | Nuts                           | Martin Ritt          | Teri Schwartz        |
| 1988 | Rain Man †                     | Barry Levinson       | Mark Johnson         |
| 1988 | The Accidental Tourist *       | Lawrence Kasdan      | Phyllis Carlyle      |
| 1988 | A Cry in the Dark              | Fred Schepisi        | Yoram Globus         |
| 1988 | Gorillas in the Mist           | Michael Apted        | Peter Guber          |
| 1988 | Mississippi Burning *          | Alan Parker          | Robert F. Colesberry |
| 1988 | Running on Empty               | Sidney Lumet         | Griffin Dunne        |
| 1988 | Tilværelsens ulidelige lethed  | Philip Kaufman       | Bertil Ohlsson       |
| 1989 | Født den 4. juli *             | Oliver Stone         | A. Kitman Ho         |
| 1989 | Crimes and Misdemeanors        | Woody Allen          | Charles H. Joffe     |
| 1989 | Døde poeters klub *            | Peter Weir           | Paul Junger Witt     |
| 1989 | Do the Right Thing             | Spike Lee            | Spike Lee            |
| 1989 | Ærens mark                     | Edward Zwick         | Freddie Fields       |

## 1990'erne
| År   | Film                      | Instruktør           | Producer                    |
| ---- | ------------------------- | -------------------- | --------------------------- |
| 1990 | Danser med ulve †         | Kevin Costner        | Jim Wilson og Kevin Costner |
| 1990 | Drømmen om Amerika        | Barry Levinson       | Mark Johnson                |
| 1990 | The Godfather: Part III * | Francis Ford Coppola | Francis Ford Coppola        |
| 1990 | Goodfellas *              | Martin Scorsese      | Irwin Winkler               |
| 1990 | Frikendt..?               | Barbet Schroeder     | Edward R. Pressman          |
| 1991 | Bugsy *                   | Barry Levinson       | Warren Beatty               |
| 1991 | JFK *                     | Oliver Stone         | Arnon Milchan               |
| 1991 | Savannah *                | Barbra Streisand     | Andrew S. Karsch            |
| 1991 | Ondskabens øjne †         | Jonathan Demme       | Kenneth Utt                 |
| 1991 | Thelma og Louise          | Ridley Scott         | Mimi Polk Gitlin            |
| 1992 | En duft af kvinde *       | Martin Brest         | Martin Brest                |
| 1992 | The Crying Game *         | Neil Jordan          | Stephen Woolley             |
| 1992 | Et spørgsmål om ære *     | Rob Reiner           | David Brown                 |
| 1992 | Howards End *             | James Ivory          | Ismail Merchant             |
| 1992 | De nådesløse †            | Clint Eastwood       | Clint Eastwood              |
| 1993 | Schindlers liste †        | Steven Spielberg     | Steven Spielberg            |
| 1993 | Uskyldens år              | Martin Scorsese      | Barbara De Fina             |
| 1993 | I faderens navn *         | Jim Sheridan         | Jim Sheridan                |
| 1993 | The Piano *               | Jane Campion         | Jan Chapman                 |
| 1993 | Resten af dagen *         | James Ivory          | Ismail Merchant             |
| 1994 | Forrest Gump †            | Robert Zemeckis      | Wendy Finerman              |
| 1994 | Legends of the Fall       | Edward Zwick         | Marshall Herskovitz         |
| 1994 | Nell                      | Michael Apted        | Jodie Foster                |
| 1994 | Pulp Fiction *            | Quentin Tarantino    | Lawrence Bender             |
| 1994 | Quiz Show *               | Robert Redford       | Robert Redford              |
| 1995 | Fornuft og følelse *      | Ang Lee              | Laurie Borg                 |
| 1995 | Apollo 13 *               | Ron Howard           | Brian Grazer                |
| 1995 | Braveheart †              | Mel Gibson           | Mel Gibson                  |
| 1995 | Broerne i Madison County  | Clint Eastwood       | Clint Eastwood              |
| 1995 | Leaving Las Vegas         | Mike Figgis          | Lila Cazès                  |
| 1996 | Den engelske patient †    | Anthony Minghella    | Saul Zaentz                 |
| 1996 | Breaking the Waves        | Lars von Trier       | Peter Aalbæk Jensen         |
| 1996 | Folket mod Larry Flynt    | Miloš Forman         | Oliver Stone                |
| 1996 | Hemmeligheder og løgne *  | Mike Leigh           | Simon Channing-Williams     |
| 1996 | Shine *                   | Scott Hicks          | Jane Scott                  |
| 1997 | Titanic †                 | James Cameron        | James Cameron og Jon Landau |
| 1997 | Amistad                   | Steven Spielberg     | Debbie Allen                |
| 1997 | The Boxer                 | Jim Sheridan         | Arthur Lappin               |
| 1997 | Good Will Hunting *       | Gus Van Sant         | Lawrence Bender             |
| 1997 | L.A. Confidential *       | Curtis Hanson        | Curtis Hanson               |
| 1998 | Saving Private Ryan *     | Steven Spielberg     | Steven Spielberg            |
| 1998 | Elizabeth *               | Shekhar Kapur        | Tim Bevan                   |
| 1998 | Gods and Monsters         | Bill Condon          | Paul Colichman              |
| 1998 | Hestehviskeren            | Robert Redford       | Patrick Markey              |
| 1998 | The Truman Show           | Peter Weir           | Edward S. Feldman           |
| 1999 | American Beauty †         | Sam Mendes           | Bruce Cohen                 |
| 1999 | Enden på legen            | Neil Jordan          | Neil Jordan                 |
| 1999 | The Hurricane             | Norman Jewison       | Armyan Bernstein            |
| 1999 | The Insider *             | Michael Mann         | Pieter Jan Brugge           |
| 1999 | The Talented Mr. Ripley   | Anthony Minghella    | William Horberg             |